# Layzie Bone
Layzie Bone, född 23 september, 1975, är en amerikansk rappare, medlem i rapgruppen Bone Thugs-N-Harmony.
Han var den enda som ville ha tillbaks Bizzy Bone, men de kom på till sist att Bone Thugs är inte Bone Thugs utan Bizzy.
Han är tillsammans med Felicia Landsey. 
Han är bror med Flesh-N-Bone och kusin med Wish Bone, båda medlemmar i Bone Thugs N Harmony.

## Diskografi

### Officiella Album
- 2001 Thug by Nature
- 2005 It's Not a Game
- 2006 The New Revolution
- 2006 ClevelaNd
- 2007 How a Thug Was Born
- 2008 Thugz Nation

### Samarbeten
- 2005 Bone Brothers (med Bizzy Bone)
- 2006 Thug Brothers (med Young Noble)
- 2007 Bone Brothers 2 (med Bizzy Bone)
- 2008 Bone Brothers 3 (med Bizzy Bone)
- 2008 Still Creepin On Ah Come Up (med Bizzy Bone)
- 2008 Finally (med A.K.)
- 2009 Thug Twinz (med Big SloaN)
- 2009 We Workin' (med G'sta)